# مايكل بوخو
مايكل بوخو (بالألمانية: Michael Bochow)‏ (ولد في 26 آذار / مارس 1948) هو عالم اجتماع ألماني قام بتأليف عدد من الدراسات التجريبية الألمانية على مثليي الجنس من الرجال مع التركيز بشكل خاص على تأثير فيروس نقص المناعة البشرية/الإيدز.
بعد الانتهاء من دراسته في ولاية سكسونيا السفلى، انتقل بوخو إلى برلين حيث درس علم الاجتماع والعلوم السياسية. بعد حصوله على درجة الدكتوراه، تم تعيينه كعالم اجتماع في الجامعة الحرة في برلين.
بداية من عام 1987، وزع بوخو أول ما تطور إلى سلسلة من الاستبيانات المتعلقة بسلوك مثليي الجنس من الرجال، ومسح الممارسات الجنسية (سواء آمنة أوخطرة) وكذلك الوعي بفيروس نقص المناعة البشرية والإيدز والوقاية من بين الرجال الذين يمارسون الجنس مع الرجال. هذه الدراسات التي كانت تستكمل بمقابلات كانت في البداية بتكليف من دويتش إيدز هيلفه وهي المنظمة الوطنية المظلّة لأكثر من 100 وكالة محلية تقدم التعليم وتوفير الخدمات للناس المصابين بفيروس نقص المناعة البشرية و في وقت لاحق من قبل الوكالة الاتحادية للصحة والتعليم.
تحقق بوخو أيضا الأقلية التركية في ألمانيا  ولا سيما الرجال الذين يمارسون الجنس مع الرجال. كما قام بتأليف دراسات حول كبار السن من الرجال المثليين،  وحول مثليي الجنس من الرجال الذين يعيشون خارج المدن الكبيرة، وحول مثليي الجنس من الرجال من الطبقات المنخفضة وحول الفروق الاجتماعية بين مثليي الجنس من الرجال في غرب وشرق ألمانيا.

## روابط خارجية
- نصوص عن مايكل بوخو في فهرس مكتبة ألمانيا الوطنية
- Biography by Männerschwarm
- Article over Bochow in Siegessäule